# Félelem nélkül (film, 2006)
A Félelem nélkül (Huo Yuan Jia, egyszerűsített kínai írásmóddal: 霍元甲, magyaros átírással: Huo Jüan-csia, nemzetközi címe: Fearless illetve Jet Li's Fearless; alternatív magyar cím: A küzdelem útja) című kínai harcművészeti film Jet Li utolsó vusu (wushu)filmjeként készült. A film Huo Jüan-csia (Huo Yuan Jia) életének egyes állomásait mutatja be, gyerekkorától egészen haláláig. A rendező Ronny Yu, a harckoreográfiát Jűn Vó-pheng (Yuen Woo-ping) készítette, a zenét Umebajasi Sigeru szerezte, a film betétdalát a népszerű kínai popsztár, Jay Chou énekli.
A film Jet Li ötlete alapján készült, aki a harcművészet lényegét összefoglaló alkotást szeretett volna létrehozni, mely a saját életfilozófiáját is közvetíti. A filmet 2005 tavaszán kezdték forgatni, a kilencvennapos munkálatok júliusban fejeződtek be. A film viszonylag kevés drótköteles rásegítést és CGI-effektet alkalmaz, mert a rendező eltökélt szándéka volt, hogy hagyja Li harcművészetét érvényesülni. Li ellenfelei a filmben valódi harcművészek és sportolók, Nakamura Sidó kivételével.

## Történet
|  | Alább a cselekmény részletei következnek! |

Huo Jüan-csia (Huo Yuan Jia) minden vágya, hogy harcművészetet tanuljon híres harcművész édesapjától, ám a kisfiú asztmás, így szigorú apja nem engedi meg neki, helyette írást kell tanulnia. A kisfiú azonban, miután apját legyőzi a rivális iskola vezetője, elhatározza, hogy ő lesz a környék legnagyobb harcosa és sosem fog veszíteni. Ellopja apja harcművészetet oktató könyvét és megkéri legjobb barátját, hogy másolja le neki. Míg barátja szorgalmasan írja a leckéit helyette, Jüan-csia a könyv alapján megtanulja a harcművészetet.
Felnőve Jüan-csia sorra nyeri a kihívásokat és elbízza magát. Léhűtő követői akadnak, akiket válogatás nélkül a tanítványaivá fogad, fizeti a számláikat, itatja-eteti őket, és elhanyagolja kislányát és legjobb barátját is. Iszákos, agresszív emberré válik. Mikor az egyik tanítványa azt állítja, hogy a szomszédos iskola mestere ok nélkül megverte, a dühödt Jüan-csia kihívja a férfit párbajra és megöli. Mikor másnap reggel, a tivornyázó ünneplés után hazamegy, holtan találja édesanyját és kislányát, mindkettő torkát elvágták. Az általa megölt mester unokaöccse végzett velük, bosszúból, majd öngyilkos lett. Kiderül, hogy Jüan-csia tanítványa hazudott: a másik mester azért verte meg, mert a férfi kikezdett a feleségével.
A családja elvesztése Jüan-csiát porig sújtja, a férfi szinte öntudatlanul indul neki a nagyvilágnak, lerongyolódva, sebes talppal, kiéhezve érkezik meg egy kis hegyvidéki faluba, ahol összeesik. Egy fiatal vak nő, Moon és a nagymamája ápolja, s a faluban töltött idő alatt Jüan-csia megváltozik. Miközben a rizsföldeken dolgozik a többiekkel, rádöbben az egyszerű élet értékeire, és hogy harcművészetet nem azért kell tanulni, hogy minél több embert megverhessen valaki, hanem hogy jobbá tegye önmagát és segítsen a rászorulókon. Néhány év elteltével hazamegy, bocsánatot kér legjobb barátjától és lerója kegyeletét családja és az általa meggyilkolt mester sírjánál.
Kínát ekkor már fojtogatják a nyugati hatalmak, a külföldiek „Ázsia beteg emberének” csúfolják a kínaiakat, s híres külföldi harcművészek alázzák meg a helybéli harcosokat a versenyeken. Jüan-csia elhatározza, hogy kiáll ellenük, hogy bizonyítsa honfitársainak, azért tarthatják betegnek őket a külföldiek, mert a kínaiak nem tartanak össze. Jüan-csia legyőzi hatalmas amerikai ellenfelét, Hercules O’Brient, de úgy, hogy közben az életét is megmenti, s ezzel kivívja a tiszteletét, a közönség csodálatát, s a gazdag külföldi fogadók gyűlöletét. Jüan-csia legjobb barátja segítségével megalapítja a Csingvu (Jingwu) iskolát, amely elképzelése szerint a harcművészetet nem mint harcot, a brutalitás eszközét, hanem mint a testet és a lelket építő sportot tanítja.
A külföldi mágnások kihívják Jüan-csiát egy nagy versenyre, amelyen a négy legnagyobb külföldi harcos: egy brit bokszbajnok, egy belga katona, egy spanyol vívóbajnok és egy japán mester ellen kell küzdenie. Jüan-csia elvállalja, a külföldiek azonban biztosra akarnak menni: megmérgezik a harcművész teáját, így a férfi az utolsó küzdelem során, a japán mester ellen harcolva összeesik. A harc során, már a méregtől legyengülve, Jüan-csia apja híres, de sosem használt ütésével, a Huo-ököllel sújt le ellenfelére, azzal a mozdulattal, amivel évekkel korábban a rivális mestert megölte, ám az utolsó pillanatban megállítja öklét, hisz nem akar végezni ellenfelével. Ezt követően holtan esik össze, a japán ellenfél pedig, megérezvén, hogy az ütés halálos lehetett volna, kijelenti, hogy legyőzték.

## Szereplők

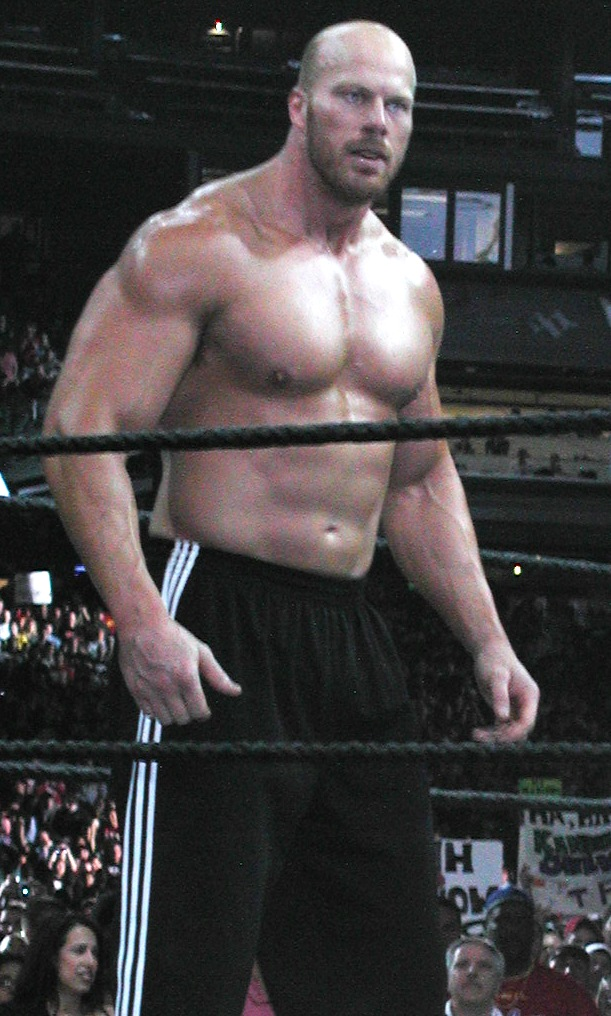
A Nathan Jones alakította óriás Hercules O'Brien sem kihívás Jüan-csiának (Yuan Jiának)

| Szereplő                            | Színész                        | Magyar hang   | Megjegyzés                                                 |
| ----------------------------------- | ------------------------------ | ------------- | ---------------------------------------------------------- |
| Huo Jüan-csia (Huo Yuan Jia)        | Jet Li                         | Láng Balázs   |                                                            |
| Fiatal Jüan-csia (Yuan Jia)         | Lu Jü-hao (Lu Yuhao)           | Bogdán Gergő  |                                                            |
| Nung Csin-szun (Nong Jinsun)        | Tung Jung (Dong Yong)          | Katona Zoltán | Jüan-csia (Yuan Jia) legjobb barátja, étteremtulajdonos    |
| Fiatal Nung Csin-szun (Nong Jinsun) | Csu Csi-lung (Zhu Qilong)      | Penke Soma    |                                                            |
| Huo En-ti (Huo Endi)                | Collin Chou                    |               | Jüan-csia (Yuan Jia) apja                                  |
| Tanaka Anno                         | Nakamura Sidó                  | Varga Rókus   | Jüan-csia (Yuan Jia) japán kihívója                        |
| Jüe-ce (Yueci)/Moon                 | Betty Sun                      | Vadász Bea    | falusi lány, aki Jüan-csia (Yuan Jia) gondját viseli       |
| Hercules O'Brien                    | Nathan Jones                   |               | amerikai birkózó                                           |
| Jüan-csia (Yuan Jia) édesanyja      | Nina Paw                       | Sági Tímea    |                                                            |
| Mita úr                             | Harada Maszato                 | Imre István   | japán diplomata, a végső mérkőzés főszervezője             |
| Anthony Garcia                      | Anthony de Longis              |               | spanyol vívó                                               |
| Hans Herzon                         | Brendon Rhea                   |               | belga kiképzőtiszt                                         |
| Peter Smith                         | Jean Claude Leuyer             |               | brit ökölvívó                                              |
| Pej-csa (Beicha)                    | Szomlak Kamszing               |               | falusi verekedőbajnok; csak a rendezői változatban látható |
| Laj-fu (Laifu)                      | Lőng Thing (Leung Ting) (梁挺) | Kajtár Róbert | a Huo család idős szolgálója                               |
| Csin (Qin) mester                   | Csen Cse-huj (Chen Zhihui)     |               | rivális mester a városban                                  |
| Nagymama                            | Csü Jün (Qu Yun)               |               | Moon nagymamája                                            |
| Bang                                | Ho Csü (He Ju)                 | Seder Gábor   | Bolond                                                     |
| Kuj (Gui)                           | Vang Csi (Wang Qi)             | Horák Balázs  |                                                            |
| Jáde                                | Hu Hsziao-ling (Hu Xiaoling)   | Koller Virág  | Jüan-csia (Yuan Jia) kislánya                              |

## Előkészületek és forgatás

### Alapötlet
A Félelem nélkül ötlete Jet Litől származik, aki már régóta szeretett volna egy olyan harcművészeti filmet készíteni, ami kifejezi saját meglátását és életfilozófiáját arról, mi is a vusu (vusu) lényege. Úgy érezte, Jüan-csia (Yuen Jia) harcművészeti filozófiája pontosan megegyezik a sajátjával. Li több mint öt éven keresztül kereste a megfelelő rendezőt és forgatókönyvírót, több mint tíz forgatókönyvírótól vált meg, mert úgy érezte, egyikük sem tudta átadni azt a mondanivalót, amit a film üzenetéül szánt, mindegyik író csak a harcjelenetekkel foglalkozott. 2004-ben végül találkozott Ronny Yuval, aki először nem akarta elvállani a filmet, mert úgy érezte, Huo Jüan-csia (Huo Yuan Jia) történetét már mindenki ismeri Kínában. Amikor Li elmondta neki, hogy a harcművészet filozófiáját akarja a filmen keresztül a közönségnek elmagyarázni, Yu mégis elvállalta a projektet. Li személyes ügyeként kezelte a filmet, mert úgy érezte, a kínai fiataloknak nincs elég akaraterejük az élethez. Évente több mint negyedmillió kínai lesz öngyilkos; az adat annyira megdöbbentette Lit, hogy úgy érezte, készítenie kell egy filmet, amely bátorságot és önbizalmat önt az emberekbe, megmutatja, hogy a kudarc az élet természetes része, és meg kell tanulni talpra állni.

Jet Li mint Jüan-csia (Yuan Jia)

A film főszereplője tehát Huo Jüan-csia (Huo Yuan Jia) valós személy volt, kínai harcművész. A film az ő életét dolgozza fel, bár nem mindig valósághűen. Jüan-csia (Yuan Jia) a filmmel ellentétben szegény családban született, és nem utódok nélkül halt meg, ahogy azt a Félelem nélkül sugallja. Az azonban, hogy Jüan-csia (Yuan Jia) alapította a csing vu iskolát, valóban igaz. A film fiktív története a harcművész lelki-szellemi fejlődését követi nyomon: az önerőből bajnokká váló Jüan-csia (Yuan Jia) arroganciája és önteltsége következtében elveszíti a családját (a valóságban ez nem történt meg), majd az egyszerű paraszti élet és egy vak lány törődése segít megtalálni neki a lelki békét és megérteni a vusu (vusu), azaz a kínai harcművészet valódi lényegét. A lelki békére rátaláló harcművész pedig elindul, hogy megmutassa a kínai népnek és a Nyugatnak, mi a harcművészet igazi értelme és hogy lelket öntsön az elkeseredett honfitársaiba. A filmben a főhős édesanyja mondja ki az egyik fő tanulságot, amit a harcművész csak sok fájdalom és szenvedés árán tanul meg később: a legnagyobb ellenség nem az ellenfélben rejtőzik, hanem önmagunkban, s Jüan-csiának (Yuan Jiának) meg kell tanulnia legyőznie önmagát ahhoz, hogy a film végére ne csak az ellenfelet, de önmagát is tisztelni tudja. Jüan-csia (Yuan Jia) negyvenkét évesen halt meg, egyes feltételezések szerint a japánok mérgezték meg. A film készítői a drámai hatás kedvéért választották ezt a verziót. Érdekesség, hogy Jet Li maga is negyvenkét éves volt a forgatáskor, valamint hogy korábban Jüan-csia (Yuan Jia) legjobb tanítványát, Cseng-senget alakította a Fist of Legend című filmben.

### Forgatás
A filmet kilencven napon át forgatták, ebből hatvan napot tettek ki a harcjelenetek; napi tizenhat órát forgattak, az utolsó napon pedig huszonhárom órán át dolgoztak, 3-5000 statisztával. A falusi jelenet helyszínének kiválasztásához a stáb több száz kilométert utazgatott szerte Kínában, végül Csöcsiang (Zhejiang) tartományban, Hsziancsu (Xianju)ban bukkantak az ideális helyszínre. Ahhoz, hogy a faluban forgatni tudjanak, köves utat kellett építeniük. A forgatás nagy részének helyszíne Sanghaj volt, a munkálatokat 2005. július 17-én fejezték be.
Moon szerepére sokáig keresték az ideális színésznőt, végül Betty Sunra esett a választás, aki ugyan mozifilmben még soha nem szerepelt, de Kínában már népszerű televíziós személyiség volt. Sun mélyreható kutatást végzett a vak lány karakterének kidolgozásához, még egy sanghaji vakok iskolájában is dolgozott önkéntesként a szerep kedvéért.

#### Harcjelenetek
A harckoreográfiát Jűn Vó-pheng (Yuen Woo-ping) készítette. A harcjeleneteket nem tervezték meg előre storyboarddal, mert Jűn (Yuen) munkamódszere teljesen eltérő: a forgatási napon, a jelenetek felvételekor tervezte meg a mozdulatsorokat. Li harcjeleneteit több alkalommal is hatszoros sebességgel vették fel, mert a normál kamerasebesség nem tudta követni Li gyors mozdulatait. Li a vusu (wushu) mind a négy alapfegyverét használja a filmben, a lándzsát, a kardot (tao (dao)), a szablyát (pu tao (pu dao)) és a három részből álló botot (szan csie kun (san jie gun)). Li harcművészeti tanulmányai során ezekre a fegyverekre specializálódott.
Jüan-csia (Yuen Jia) ellenfeleihez igazi sportolókat kerestek. Jűn (Yuen) úgy nyilatkozott, nehéz dolga volt, mert a harcosok, akik ellen Li kiáll a filmben, valódi harcművészek, illetve sportolók voltak, akik bár mesterei saját sportáguknak, nincsenek hozzászokva a filmezéshez, így külön figyelmet kellett fordítani arra, hogyan mozogjanak kamerák előtt (például, hogy egy-egy ökölcsapás esetén ne takarják el az arcukat a kamera elől). Jűn (Yuen)nek a főhős jellemfejlődéséhez képest kellett kialakítania Li koreográfiáját: az elején az arrogáns és magát legyőzhetetlennek gondoló férfi erőteljesen, kegyetlenül, brutálisan verekszik, míg a megvilágosodott Jüan-csia (Yuen Jia) mozdulatai kifinomultabbak. A koreográfusnak kihívást jelentett az is, hogy a film tele van különféle harcjelenetekkel, amikhez mindhez más-más koreográfiát kellett kitalálnia, és ezúttal számos fegyvert is Li kezébe adott. Ott, ahol Li egyszerre tíz-tizenöt ellenféllel verekszik, nagyon kreatívnak kellett lennie, hogy mindegyik harcosnak saját stílust alkosson meg. Ronny Yu ragaszkodott hozzá, hogy Li 2002-es filmjével, a Hőssel ellentétben a film ne drótkötél-balettre, hanem valóságos harcjelenetekre épüljön: „Itt van a világ legjobb harcművész-színésze. Miért nem adunk neki teret, hogy megmutassa, mit tud?” A felvételeket ezért meghosszabbították, a máskor szokásos három-négy mozdulatos felvételek helyett hagyták, hogy Li végigvigye a teljes mozdulatsort. A rövid felvételekre általában akkor van szükség, ha egy harcművészetekben nem jártas színész harcjeleneteit veszik fel, hogy a jelenet végül meggyőzően nézzen ki.
Az éttermi harcjelenetet, amikor Jüan-csia (Yuen Jia) Csi mester ellen küzd, Ronny Yu szándékosan brutálisra tervezte. Azt akarta, hogy a színészek szó szerint verjék szét a díszletet, és olyan dühvel harcoljanak, mint két ketrecbe zárt állat. Az emelvényes küzdelem jelenetét kellett a legprecízebben megtervezni. A 12 méter magas emelvény biztonsági szempontból jelentette a legnagyobb kihívást, a biztosítótársaságokkal kötött szerződések miatt. Ráadásul Jet Li és a rendező is tériszonnyal küzdött. A jelenet felvételekor Li meg is sérült, amikor lezuhant az emelvényről. A rendező elmondása szerint a balesetet az okozta, hogy a kaszkadőr, akivel Li küzdött, annyira megijedt a harcművésztől, hogy elveszítette az egyensúlyát, amivel mindkettejüket lesodorta az emelvényről. Mindketten a földre helyezett matracok mellé estek, de nem esett nagyobb bajuk.
A végső harcjelenetnél eredetileg tizenkét ellenfele lett volna Linek, mindegyik grandiózus bevonulással érkezett volna a küzdőtérre: Brandon Rhea (a belga katona) például lovon érkezett volna, Anthony de Longis (a spanyol vívó) spanyol táncosok kíséretében; végül azonban idő hiányában ezt a részt teljesen átdolgozták. Rhea eredetileg karddal és szablyával harcolt volna, nem dárdával, és eredetileg német szereplőt alakított volna, ezt később megváltoztatták. Anthony de Longis pedig kard mellett lovaglóostort is használt volna. Rhea nyolc hónapig növesztette a bajuszát a film kedvéért. Rhea szerint könnyű volt Livel együtt dolgozni, akit rendkívül kedves és professzionális embernek ismert meg, aki nem vesztette el a türelmét akkor sem, ha a filmezésben tapasztalatlanabb partnere többször elrontotta a jelenetet.
Rhea egy interjúban azt is elmondta, hogy Li ritkán használt kaszkadőrt és drótköteles rásegítést, és akkor is csak biztonsági megfontolásokból, mivel már többször sérült. Az egyik ilyen alkalom az O’Brient alakító Nathan Jonesszal forgatott harc azon jelenete volt, amikor O’Brien megragadja Jüan-csiát (Yuen Jiát) és a derekánál fogva a levegőbe emeli, majd eldobja.
Anthony de Longis és Jet Li a közös jelenetük első felvételénél hat kardot tört szét. A japán karatemestert alakító Nakamura Sidó megtanulta kínaiul elmondani a szövegét, mert nem akarta, hogy szinkronizálják. A japán színész nem képzett harcművész, Jűn (Yuen) két hét alatt készítette fel az akciójelenetekre.

## Rendezői változat
A film 105 perces vágott verzióját mutatták be szerte a világon és az első DVD-kiadásokon is ez szerepel. Eredetileg negyven perccel hosszabb volt az alkotás, ám marketingmegfontolásokból Ronny Yu kénytelen volt megvágni a kész anyagot, annak ellenére, hogy Jet Li tiltakozott: „Mikor mainstream tömegfilmet készítesz, azt mondják neked, hogy a piac nem támogat egy két óra negyven perces akciófilmet, külföldi filmet, Jet Li-filmet. [...] Akarjuk-e, hogy 2000 moziban vetítsék a filmet és milliókhoz eljusson? Akkor ennek bizony ára van. [...] Szörnyű élmény volt.”
Az eredeti rendezői változat így egy speciális DVD-n, illetve Blu-ray lemezen jelent meg, melyen a moziverzió és a rendezői verzió mellett egy harmadik, korhatáros besorolás nélküli verzió is helyett kapott. A rendezői változatban szerepel Michelle Yeoh, aki a film elején az olimpiai bizottságot próbálja meggyőzni arról, hogy a vusu (wushu) érdemes arra, hogy olimpiai sportág legyen, s ő kezdi el mesélni Jüan-csia (Yuen Jia) történetét. A rendezői változat jobban kibontja Jüan-csia (Yuen Jia) jellemét, fejlődését, több időt szentel gyerekkora eseményeinek és a faluban töltött felépülésnek.
A rendezői változat másképp is kezdődik, míg a moziverzióban rögtön a négy nagy ellenféllel vívott mérkőzését láthatja a néző, a rendezői verzióban a megtört, piszkos, lerongyolódott Jüan-csia (Yuen Jia) egy hajó mélyén emlékezik vissza a történtekre és kislánya elvesztésére. A végső verzióból kimaradt Jet Li és Szomlak Kamszing harcjelenete és számos, a faluban töltött időt leíró jelenet is.
A kritikusok általános véleménye szerint a rendezői változat sokkal jobb a mozikba került verziónál, jobban érthető a történet, mélyebb értelmet kap a film mondanivalója, kiforrottabbak a karakterek és levegősebb a történet. Az egyetlen, ami elégedetlenséget váltott ki, a film irama, amit időnként vontatottnak tartottak, és hogy a rendezői verzióban túl sok a fölösleges dialógus.

## Filozófia
Jet Li régóta úgy érezte, hogy készítenie kell egy olyan filmet, amelyiknek központi témája a harcművészetek igazi filozófiája. Úgy vélte, az emberek túlságosan is a harcművészetek fizikai részére, a harcra összpontosítanak: „amikor végigmegyek az utcán, hallom, ahogy a tinédzserek kiabálják, hogy Jet Li milyen szuper harcos. Csak a fizikai részét látják.” Ugyanakkor Li többször is kifejtette, hogy a vusu (wushu) lényege nem a harc, hiszen maga a szó is azt jelenti: „vess véget a háborúnak”. A Félelem nélküllel egy olyan alkotást akart létrehozni, amelyen keresztüljön ez az üzenet.
A film másik fontos mondanivalója, hogy mindenki hibázhat. Még a legnagyobb harcosok, a legjobb emberek is követnek el hibákat, amik után meg kell tanulniuk talpra állni. Li szerint a hibák segítenek jobban megérteni az életet, és a létezés egy következő szintjére kerülhet az ember általuk, így tud fejlődni. Li saját életét hozta fel példának, őszintén bevallotta, hogy a harcművészetben és a filmes világban elért sikerei nagyképűvé tették, akárcsak a filmbeli főhőst, és úgy véli, hogy számos más híresség is ugyanezen az úton jár.
Li szerint a harcművészet filozófiájának egyik fontos eleme az, hogy képes legyen az ember beleképzelni magát a másik fél helyzetébe, ezáltal megtanulni tisztelni és értékelni a másik embert. Li szerint az emberek gyakran igen önzőek, és folyton versenyezni akarnak, mindig nagyobbra, jobbra, többre vágynak, mint ami másnak van, holott szerinte az ember legnagyobb ellenfele önmaga: „A legnagyobb ellenséged önmagad. Harcolj ellene. Tanulj tőle. Dolgozz rajta. Fordítsd át a negatív energiákat pozitívvá. A külső ellenség[gel harcolni] könnyű. A legfontosabb a belső[dben rejtőző ellenség].”
A Félelem nélkül Jet Li utolsó vusu (wushu)filmjeként készült, ami nem jelenti azt, hogy többé nem forgat akciófilmeket, csupán olyan filmet nem, ami a harcművészet lényegét mutatja be. Li azzal magyarázta a döntését, hogy ebben a  filmben elmondott mindent, amit akart:
A vusu (wushu)nak több szintje van. Az első szint a fizikai kontaktus. Használd fel a fizikai képességeidet az ellenséggel szemben. A legtöbb akciófilmben ezt lehet látni. A második szint: használd fel a tudásod, a nyelvi ismereteid, a stratégiád, mindent, amit csak tudsz, hogy elkerüld a fizikai kontaktust az ellenféllel. A harmadik: használd a tiszteletet, a hitet, a szeretetet, mutasd meg mindezt az ellenségednek. Győzd meg az ellenséged, hogy legyen inkább a barátod. Ezt a három szintet próbáltam közvetíteni a filmben.

## Zene
- Félelem nélkülJay Chou Félelem nélkül című dalának részlete

Nem tudod lejátszani a fájlt?

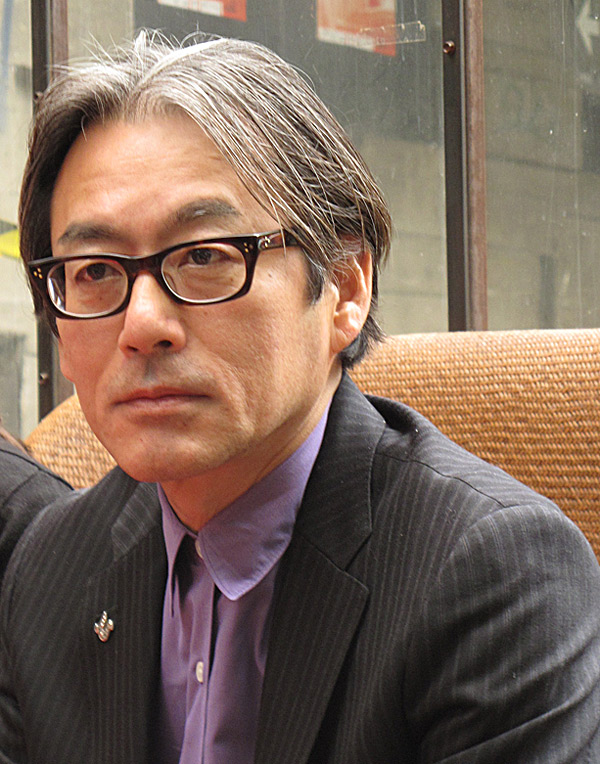
Umebajasi Sigeru, a film zeneszerzője

A film zenéjét a japán Umebajasi Sigeru írta, aki eredetileg rockzenészként kezdte a pályafutását, mára azonban elismert filmzeneszerző, ő írta például A repülő tőrök klánja, az Aranyvirág átka és a True Legend című filmek zenéjét is. Umebajasi stílusára jellemző, hogy ötvözi az ősi ázsiai hangzásvilágot a nyugati komolyzenei mintákkal és zenekari felállással. Ami különlegessé teszi például a Félelem nélkül zenéjét is, az, hogy a kínai hangszerek és zenei elemek mellett Umebajasi japán hangszereket és melódiákat is belecsempészett a kompozícióiba. A Félelem nélkül zenéjének fő vonulata kínai stílusjegyekkel bír, amihez hozzájárul a kínai furulya és az erhu jellegzetes hangzása, az erőteljes dobjáték, mindehhez pedig nyugati szimfonikusok és az ugyancsak a nyugati zenére jellemző női énekhang társul.
A filmtracks.com kritikája szerint valami mégis hiányzik Umebajasi filmzenéjéből. Bár az erőteljes dobjátékot már a film forgatásakor is felhasználták a verekedések ritmusának megadásához, mégis elmarad a katarzisélmény. Azt is negatívumként értékelték, hogy Umebajasi klisészerűen a nyugati zenére támaszkodik a drámai jelenetek aláfestésekor, néhol pedig rendkívül zavaróak az elektronikus effektek. A kritika szerint a filmzenei album utolsó két száma menti meg az egész filmzenét, viszont mire odáig elér az ember a hallgatásban a zenei élmény elveszik útközben. A soundtrack.net szerint a Félelem nélkül zenéje „nem rossz, de nem is nagyszerű.” A kritikus szerint a filmzene néhol olyan, hogy bármelyik hollywoodi nagy drámára rá lehetne húzni kliséként a grandiózus zenei témákat, amiket felvonultat. Ugyanakkor dicséri a kisebb betéteket, amelyek élettel teliek, harmonikusak, ritka kínai hangszereket alkalmaznak és „túl gyorsan végük szakad”, de ezek a remek dallamok sem tudják összességében megmenteni a filmzenét.
A film népszerűsítéséhez a tajvani popsztár, Jay Chou írt betétdalt, ami a film legvégén, a stáblista alatt hallható. A dal Chou jellegzetes Csungkuo feng (Zhongguo Feng)-stílusában íródott, ami a nyugati pop-rock, hiphop, rap és a hagyományos kínai zene keveréke. Chou a dalban rappel, valamint a kínai operaénekesekre jellemző falzett hangon énekel. Jet Li úgy nyilatkozott, először félt attól, hogy Chou írjon dalt a filmjéhez, mert „gyorsabban rappel, mint ahogy az én öklöm üt”. Chou ingyen vállalta a dal megírását, mivel gyerekkora óta Jet Li az egyik példaképe. Chou a dalért 2007-ben a Golden Melody Awards legjobb zenei producer díját vehette át és a dalt tartalmazó azonos című középlemez Hongkongban a legtöbbet eladott lemezek közé tartozott.

## Fogadtatás

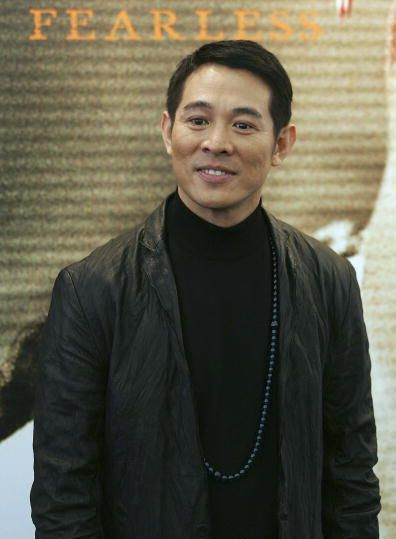
Jet Li a film premierjén

A Félelem nélkül az Egyesült Államokban a második helyen nyitott a mozikban és a bemutató hétvégéjén több mint tízmillió dolláros bevételt hozott. Amerikában nyolchetes futása során összesen 24 633 730 dollárt termelt, amivel minden idők hatodik legsikeresebb idegen nyelvű filmje lett. Világviszonylatban 43 439 118 dollárral zárt – ebből 12 millió dollár a kínai mozik bevétele volt –, így összesen 68 072 848 dollárt gyűjtött. Az amerikai piacot tekintve Li második legsikeresebb kínai filmje a Hős után.
A Félelem nélkül jórészt pozitív fogadtatásra talált, bár a kritikusok egyöntetűen egyetértettek abban, hogy nem kiemelkedően jó alkotás, arról azonban megoszlottak a vélemények, hogy ez a film-e Jet Li legjobb alkotása. A Rotten Tomatoes 106 kritikus véleménye alapján 73%-ra ítélte a filmet, míg a weboldal 39 000 felhasználója 84%-osra értékelte. A Metacritic 24 kritikus véleményére alapozva 100-ból 70 pontot adott a filmnek, és így az általánosan jónak értékelt kategóriába helyezte. Az IMDb 28 000 szavazat alapján tízből 7,7 csillagot adott a filmnek.
[Jet Li] egy költő, egy Fred Astaire-i kecsességgel és kifinomultsággal bíró táncos. [...] A Félelem nélkül egy nagyszerű, körömlerágóan jó harcművészeti film, de egyben megindító mese is, melynek legalább akkora szíve van, mint amekkorákat ütnek benne.
A film pozitívumai között elsősorban Jűn Vó-pheng (Yuen Woo-ping) harckoreográfiáját, a képi világot, a gördülékeny vágást és Li harcművészetét említették a kritikusok. A Cinemablend szerint „a legtöbb hasonló filmmel ellentétben a Félelem nélkülnek sikerül valamelyest a realitások talaján maradnia, ugyanakkor mégis képes elég fantáziát mutatni, hogy Jet megvillogtathassa tudását pár igencsak lenyűgöző mozdulattal. Ugyanezt a filozófiát alkalmazták a film vizuális élményének megalkotásakor is. A Félelem nélkül gyönyörű képsorokból áll, de anélkül éri el mindezt, hogy azt a túlszínezettséget alkalmazná, ami annyira jellemző más kínai kosztümös filmekre.” A Reelz Channel hasonlóképpen dicséri a harckoreográfiát és Li képességeit, kijelentve, hogy a filmben látott harcjelenetek Li valaha volt legjobban kivitelezett harcjelenetei közé tartoznak. A DVD Verdict szerint nehéz elhinni, hogy egy olyan, horrorfilmekről elhíresült rendező, mint Ronny Yu, ilyen filmet tudott készíteni; dicsérte a kameramozgást, Jet Lit és a többi színészt is. A Chicago Tribune Fred Astaire és Gene Kelly táncjeleneteinek felvételéhez hasonlította a koreográfia tiszta, klasszikus vászonra vitelét. A Film Threat kritikusát lenyűgözték az akciójelenetek és úgy vélte, Li legalább olyan jó színész, mint amilyen jó harcművész, aki egyszerre képes a főhős kíméletlen, kegyetlen oldalát és emberségességét megmutatni, ami miatt a legdurvább jelenetekben is képes a néző együtt érezni vele. Ugyancsak jó véleménnyel volt a rendezői munkáról, az operatőrről és a „mesteri” vágói munkáról is, és úgy gondolta, a film méltó ahhoz, hogy Jet Li hattyúdala legyen a harcművészeti filmek terén. Joe Lozito szerint korábban Li karizmája ritkán nyúlt túl a harcművészetén, itt azonban hozzáértőnek bizonyul, egy egyszerre arrogáns és mégis emberi Jüan-csiát alkot meg. A The Austin Chronicle szerint a „Félelem nélkülben Li ereje teljében látható; színészként is fejlődött”. A Variety jónak találta, hogy a film nem alkalmaz túl sok drótköteles rásegítést és CGI-effektet a harcjeleneteknél, más kritikusokkal ellentétben a harckoreográfiát azonban csak „kielégítőnek, és nem lélegzetelállítónak” találta. A BBC kritikusa az egyetlen pozitívumnak Jűn (Yuen) koreográfiáját és Jet Li játékát tartotta: „[Li] ritkaságnak számít a jelenlegi verekedősztárok között, mert tud játszani. Li egész végig kellemesen szívmelengető jelenség, mindenféle hamiskásság nélkül vezeti a karaktert az ifjonti arroganciától a kiábrándultságon át a szerzetesi nyugalomig, annak ellenére, hogy a forgatókönyv (a feliratozásból ítélve) recseg-ropog, akár egy hajógyár a hurrikánban.”
A film legtöbbet kritizált aspektusa az elcsépeltnek minősített történet lett. Több kritikus is úgy vélte, túlságosan is sablonos az arrogáns harcművész története, akit egy tragédia száműzetésbe kényszerít, s egy csodaszép vak lány tanít meg az élet értékeire, hogy aztán megvilágosulva a gonosz külföldiek ellen harcolhasson. A Reelz Channel szerint a film készítői túlságosan is erőltetetten törekedtek arra, hogy fontos mondanivalóval töltsék ki a filmet, s az igyekezetben végül elveszett az a drámai tetőpont, amit annyira közvetíteni akartak, s emiatt a film hosszabbnak és nehezen emészthetőnek tűnik. A Collider is hiányolja az érzelmi katarzist a filmből. A LoveHKFilm.com kritikusa szerint a forgatókönyv szörnyen klisészerű, s bár a film jól indul, izgalmas, érdekes jelenetekkel és lélegzetelállító harcokkal, a középső rész, amikor Huo az isten háta mögötti faluban keresi a megváltást, olyan, mintha csak úgy beékelték volna a történet kellős közepébe, s nem igazán lehet tudni, hogyan is jut el Huo a rizsültetéstől a döntésig, hogy újra harcoljon. Moon alakját szintén kritizálták, mondván, hogy a lány nem egyéb, mint eszköz Huo felépüléséhez, dialógusai másból sem állnak csak bölcsességekből. A BBC egyetért ezzel, mondván, hogy a középső rész csigalassúsággal vánszorog. Az Entertainment Weekly szerint a harcjelenetektől eltekintve a film „unalmas” és nincs, ami megkülönböztesse más hasonló filmektől. Nem minden kritikus értett egyet abban sem, hogy Li színészként is jó produkciót nyújt a filmben. A Reelz Channel szerint Li drámai alakítása itt meg sem közelíti a Hős-beli teljesítményét. A The San Francisco Chronicle szerint Li nem a legrosszabb színész a világon, de még A nyakörvben is jobban játszott. Ráadásul a kritikus úgy vélte, olyan érzés Jet Li rizsföldön pepecselését nézni, mintha az NFL játékosai ahelyett, hogy egymás fejét törnék be, kosárfonással töltenék az idejüket a pályán. A Washington Post a film középső részét egyenesen nevetségesnek nevezte, mondván, hogy úgy néz ki, mintha Kínából Középföldét akartak volna csinálni, ahonnan már csak a hobbitok hiányoznak.
Huo Jüan-csia (Huo Yuan Jia) unokája beperelte Jet Lit és a produkciós céget, mert a család szerint a film bemocskolja a harcművész életművét, és pontatlan információkat közöl, például azt, hogy a mester pályafutása kezdetén pusztán élvezetből harcolt és hogy utód nélkül halt meg, ami nem igaz.
2007-ben az Enterbay exkluzív babakollekciót készített Jet Liről a filmbeli szerepe alapján, az alapkollekció egyes darabjait 150 dollárért értékesítették, a limitált, 100 darabos, Li által aláírt figurákat pedig 180 dollárért adták el.

## Díjak és jelölések
A film négy díjat nyert és tíz további kategóriában jelölték. Az elnyert díjak dőlt betűkkel szedettek.
- Hong Kong Film Awards (2007)
  - Legjobb akciókoreográfia
  - Legjobb színész (Jet Li; jelölés)
  - Legjobb vágás (Virginia Katz, Richard Learoyd; jelölés)
  - Legjobb új színész (Betty Sun; jelölés)
  - Legjobb betétdal (Jay Chou, Vincent Fang; jelölés a Fearless című dalért)
  - Legjobb film (jelölés)
- Hong Kong Film Critics Society Awards (2007)
  - Film of Merit
  - Legjobb színész (Jet Li)
- Hundred Flowers Awards (2006)
  - Legjobb új színész (Betty Sun)
  - Legjobb színész (Jet Li; jelölés)
  - Legjobb film (jelölés)
  - Legjobb mellékszereplő (Tung Jung (Dong Yong); jelölés)
- Szaturnusz-díj (2007)
  - Legjobb nemzetközi film (jelölés)